# Johannes Haqvini Kylander
Johannes Haqvini Kylander, död 1634 i Rappestads socken, var en svensk präst i Stora Åby församling och Rappestads församling.

## Biografi
Johannes Haqvini Kylander var son till kyrkoherden Haqvinus Canuti och Karin Rasmusdotter i Gammalkils socken. Han blev 1606 kyrkoherde i Stora Åby församling och 1624 kyrkoherde i Rappestads församling. Kylander avled 1634 i Rappestads socken. Kylander var mellan 1606 och 1614 kontraktsprost i Lysings kontrakt.

### Familj
Kylander gifte sig med Ingel Hemmingsdotter. De fick tillsammans barnen Nicolaus Johannis Kylander (död 1644), Elisabeth och Per.